# Оскар (кинопремия, 1948)
20-я церемония вручения наград премии «Оскар» за заслуги в области кинематографа за 1947 год состоялась 20 марта 1948 года в выставочном центре Shrine Auditorium, Лос-Анджелес, Калифорния.

## Победители и номинанты
| Список кинокартин, получивших несколько номинаций: - 8: «Джентльменское соглашение» - 5: «Большие надежды», «Жена епископа», «Перекрёстный огонь» - 4: «Двойная жизнь», «Жизнь с отцом», «Улица Грин Долфин», «Чудо на 34-й улице» - 3: «Тело и душа», «Мама была в трико» - 2: «Дочь фермера», «Катастрофа: История женщины», «Песня Юга», «Поцелуй смерти», «Траур к лицу Электре», «Чёрный нарцисс» | Список кинокартин, получивших несколько наград: - 3: «Джентльменское соглашение», «Чудо на 34-й улице» - 2: «Большие надежды», «Двойная жизнь», «Чёрный нарцисс» |

 Победители выделены отдельным цветом. 
| Категории                                                    | Лауреаты и номинанты                                                                                       |
| ------------------------------------------------------------ | --- |
| Лучший фильм                                                 | «Джентльменское соглашение» — 20th Century Fox                                                             |
| Лучший фильм                                                 | «Большие надежды» — J. Arthur Rank-Cineguild                                                               |
| Лучший фильм                                                 | «Жена епископа» — Samuel Goldwyn Productions                                                               |
| Лучший фильм                                                 | «Перекрёстный огонь» — RKO Radio                                                                           |
| Лучший фильм                                                 | «Чудо на 34-й улице» — 20th Century Fox                                                                    |
| Лучшая режиссёрская работа                                   | Элиа Казан — «Джентльменское соглашение»                                                                   |
| Лучшая режиссёрская работа                                   | Джордж Кьюкор — «Двойная жизнь»                                                                            |
| Лучшая режиссёрская работа                                   | Эдвард Дмитрык — «Перекрёстный огонь»                                                                      |
| Лучшая режиссёрская работа                                   | Генри Костер — «Жена епископа»                                                                             |
| Лучшая режиссёрская работа                                   | Дэвид Лин — «Большие надежды»                                                                              |
| Лучшая мужская роль                                          | Рональд Колман — «Двойная жизнь»                                                                           |
| Лучшая мужская роль                                          | Джон Гарфилд — «Тело и душа»                                                                               |
| Лучшая мужская роль                                          | Грегори Пек — «Джентльменское соглашение»                                                                  |
| Лучшая мужская роль                                          | Уильям Пауэлл — «Жизнь с отцом»                                                                            |
| Лучшая мужская роль                                          | Майкл Редгрейв — «Траур к лицу Электре»                                                                    |
| Лучшая женская роль                                          | Лоретта Янг — «Дочь фермера»                                                                               |
| Лучшая женская роль                                          | Джоан Кроуфорд — «Одержимая»                                                                               |
| Лучшая женская роль                                          | Сьюзен Хэйворд — «Катастрофа: История женщины»                                                             |
| Лучшая женская роль                                          | Дороти Макгуайр — «Джентльменское соглашение»                                                              |
| Лучшая женская роль                                          | Розалинд Расселл — «Траур к лицу Электре»                                                                  |
| Лучшая мужская роль второго плана                            | Эдмунд Гвенн — «Чудо на 34-й улице»                                                                        |
| Лучшая мужская роль второго плана                            | Роберт Райан — «Перекрёстный огонь»                                                                        |
| Лучшая мужская роль второго плана                            | Ричард Уидмарк — «Поцелуй смерти»                                                                          |
| Лучшая мужская роль второго плана                            | Томас Гомес — «Розовая лошадь»                                                                             |
| Лучшая мужская роль второго плана                            | Чарльз Бикфорд — «Дочь фермера»                                                                            |
| Лучшая женская роль второго плана                            | Селеста Холм — «Джентльменское соглашение»                                                                 |
| Лучшая женская роль второго плана                            | Этель Берримор — «Дело Парадайна»                                                                          |
| Лучшая женская роль второго плана                            | Глория Грэм — «Перекрёстный огонь»                                                                         |
| Лучшая женская роль второго плана                            | Марджори Мэйн — «Неудачник и я»                                                                            |
| Лучшая женская роль второго плана                            | Энн Ревир — «Джентльменское соглашение»                                                                    |
| Лучший сценарий                                              | «Чудо на 34-й улице» — Джордж Ситон                                                                        |
| Лучший сценарий                                              | «Большие надежды» — Дэвид Лин, Рональд Ним, Энтони Хэвлок-Аллан                                            |
| Лучший сценарий                                              | «Бумеранг!» — Ричард Мёрфи                                                                                 |
| Лучший сценарий                                              | «Джентльменское соглашение» — Мосс Харт                                                                    |
| Лучший сценарий                                              | «Перекрёстный огонь» — Джон Пэкстон                                                                        |
| Лучший оригинальный сценарий                                 | «Холостяк и девчонка» — Сидни Шелдон                                                                       |
| Лучший оригинальный сценарий                                 | «Двойная жизнь» — Рут Гордон, Гарсон Канин                                                                 |
| Лучший оригинальный сценарий                                 | «Месье Верду» — Чарльз Чаплин                                                                              |
| Лучший оригинальный сценарий                                 | «Тело и душа» — Абрахам Полонски                                                                           |
| Лучший оригинальный сценарий                                 | «Шуша» — Серджо Амидеи, Адольфо Франки, Чезаре Гвидо Виола, Чезаре Дзаваттини                              |
| Лучший литературный первоисточник                            | «Чудо на 34-й улице» — Валентайн Дэвис                                                                     |
| Лучший литературный первоисточник                            | «Клетка для соловья» — Жорж Шапро, Рене Уилер                                                              |
| Лучший литературный первоисточник                            | «Катастрофа: История женщины» — Дороти Паркер, Фрэнк Кэветт                                                |
| Лучший литературный первоисточник                            | «Поцелуй смерти» — Елиазар Липски                                                                          |
| Лучший литературный первоисточник                            | «Это случилось на Пятой авеню» — Герберт Клайд Льюис, Фредерик Стефани                                     |
| Лучшая музыка к драматическому или комедийному фильму        | «Двойная жизнь» — Миклош Рожа                                                                              |
| Лучшая музыка к драматическому или комедийному фильму        | «Амбер навсегда» — Дэвид Рэксин                                                                            |
| Лучшая музыка к драматическому или комедийному фильму        | «Жена епископа» — Хьюго Фридхофер                                                                          |
| Лучшая музыка к драматическому или комедийному фильму        | «Жизнь с отцом» — Макс Стайнер                                                                             |
| Лучшая музыка к драматическому или комедийному фильму        | «Капитан из Кастильи» — Альфред Ньюман                                                                     |
| Лучшая музыка к музыкальному фильму                          | «Мама была в трико» — Альфред Ньюман                                                                       |
| Лучшая музыка к музыкальному фильму                          | «Дорога в Рио» — Роберт Эмметт Долан                                                                       |
| Лучшая музыка к музыкальному фильму                          | «Моя дикая ирландская роза» — Рэй Хайндорф, Макс Стайнер                                                   |
| Лучшая музыка к музыкальному фильму                          | «Песня Юга» — Даниил Амфитеатров, Пол Смит, Чарльз Уолкотт                                                 |
| Лучшая музыка к музыкальному фильму                          | «Фиеста» — Джонни Грин                                                                                     |
| Лучшая песня к фильму                                        | «Zip-A-Dee-Doo-Dah» — «Песня Юга», музыка: Элли Врубель, текст: Рэй Гилберт                                |
| Лучшая песня к фильму                                        | «A Gal in Calico» — «Время, место и девушка», музыка: Артур Шварц, текст: Лео Робин                        |
| Лучшая песня к фильму                                        | «I Wish I Didn’t Love You So» — «Злоключения Полины», музыка и текст: Фрэнк Лоуссер                        |
| Лучшая песня к фильму                                        | «Pass That Peace Pipe» — «Хорошие новости», музыка и текст: Ральф Блейн, Хью Мартин и Роджер Иденс         |
| Лучшая песня к фильму                                        | «You Do» — «Мама была в трико», музыка: Джозеф Мироу, текст: Мак Гордон                                    |
| Лучшая операторская работа в чёрно-белом фильме              | «Большие надежды» — Гай Грин                                                                               |
| Лучшая операторская работа в чёрно-белом фильме              | «Улица Грин Долфин» — Джордж Фолси                                                                         |
| Лучшая операторская работа в чёрно-белом фильме              | «Призрак и миссис Мьюр» — Чарльз Лэнг                                                                      |
| Лучшая операторская работа в цветном фильме                  | «Чёрный нарцисс» — Джек Кардифф                                                                            |
| Лучшая операторская работа в цветном фильме                  | «Мама была в трико» — Гарри Джексон                                                                        |
| Лучшая операторская работа в цветном фильме                  | «Жизнь с отцом» — Дж. Певерелл Марли, Уильям В. Сколл                                                      |
| Лучшая работа художника-постановщика в чёрно-белом фильме    | «Большие надежды» — Джон Брайан, Уилфред Шинглтон                                                          |
| Лучшая работа художника-постановщика в чёрно-белом фильме    | «Лисы из Хэрроу» — Лайл Уилер, Морис Рэнсфорд, Томас Литтл, Пол С. Фокс                                    |
| Лучшая работа художника-постановщика в цветном фильме        | «Чёрный нарцисс» — Альфред Джанг                                                                           |
| Лучшая работа художника-постановщика в цветном фильме        | «Жизнь с отцом» — Роберт М. Хаас, Джордж Джеймс Хопкинс                                                    |
| Лучший монтаж                                                | «Тело и душа» — Фрэнсис Лайон, Роберт Пэрриш                                                               |
| Лучший монтаж                                                | «Выбывший из игры» — Фергус МакДонелл                                                                      |
| Лучший монтаж                                                | «Джентльменское соглашение» — Хармон Джонс                                                                 |
| Лучший монтаж                                                | «Жена епископа» — Моника Коллингвуд                                                                        |
| Лучший монтаж                                                | «Улица Грин Долфин» — Джордж Уайт                                                                          |
| Лучший звук                                                  | «Жена епископа» — Гордон Сойер, Samuel Goldwyn Studio Sound Department                                     |
| Лучший звук                                                  | «T-Men» — Джек Уитни, Sound Service, Inc.                                                                  |
| Лучший звук                                                  | «Улица Грин Долфин» — Дуглас Ширер, Metro-Goldwyn-Mayer Studio Sound Department                            |
| Лучшие визуальные эффекты                                    | «Улица Грин Долфин» — Арнольд Гилеспи, Уоррен Ньюком, Дуглас Ширер, Майкл Стейнор                          |
| Лучшие визуальные эффекты                                    | «Непобеждённый» — Фарцио Эдуар, Деверё Дженнингс, Гордон Дженнингс, Уоллас Келли, Пол Лерпэ, Джордж Даттон |
| Лучший игровой короткометражный фильм, снятый на одну бобину | «До свидания, мис Тёрлок» («Good-Bye Miss Turlock») — Херберт Мултон                                       |
| Лучший игровой короткометражный фильм, снятый на одну бобину | «Brooklyn, U.S.A.» — Томас Мид                                                                             |
| Лучший игровой короткометражный фильм, снятый на одну бобину | «Moon Rockets» — Джерри Фэйрбэнкс                                                                          |
| Лучший игровой короткометражный фильм, снятый на одну бобину | «Now You See It» — Пит Смит                                                                                |
| Лучший игровой короткометражный фильм, снятый на одну бобину | «So You Want to Be in Pictures» — Гордон Холлингсхед                                                       |
| Лучший игровой короткометражный фильм, снятый на две бобины  | «Покоряя Мэттерхорн» («Climbing the Matterhorn») — Ирвинг Аллен                                            |
| Лучший игровой короткометражный фильм, снятый на две бобины  | «Champagne for Two» — Гарри Грей                                                                           |
| Лучший игровой короткометражный фильм, снятый на две бобины  | «Fight of the Wild Stallions» — Томас Мид                                                                  |
| Лучший игровой короткометражный фильм, снятый на две бобины  | «Give Us the Earth» — Херберт Морган                                                                       |
| Лучший игровой короткометражный фильм, снятый на две бобины  | «A Voice Is Born: The Story of Niklos Gafni» — Бен Блэйк                                                   |
| Лучший документальный полнометражный фильм                   | «Созданные для смерти» — Сид Рогелл, Терон Уорт, Ричард Флейшер                                            |
| Лучший документальный полнометражный фильм                   | «Journey Into Medicine» — United States Department of State Office of Information and Educational Exchange |
| Лучший документальный полнометражный фильм                   | «Мир богат» — Пол Рота                                                                                     |
| Лучший документальный короткометражный фильм                 | «Первые шаги»                                                                                              |
| Лучший документальный короткометражный фильм                 | «Passport to Nowhere»                                                                                      |
| Лучший документальный короткометражный фильм                 | «School in the Mailbox»                                                                                    |
| Лучший анимационный короткометражный фильм                   | «Пирог из Твити» — Эдди Зельцер                                                                            |
| Лучший анимационный короткометражный фильм                   | «Chip An' Dale» — Уолт Дисней                                                                              |
| Лучший анимационный короткометражный фильм                   | «Dr. Jekyll and Mr. Mouse» — Фред Куимби                                                                   |
| Лучший анимационный короткометражный фильм                   | «Pluto’s Blue Note» — Уолт Дисней                                                                          |
| Лучший анимационный короткометражный фильм                   | «Туба Табби» — Джордж Пал                                                                                  |

## Специальные награды
- Лучший фильм на иностранном языке — «Шуша» — режиссёр Витторио Де Сика,  Италия
- Награда за выдающиеся заслуги
  - «Билл и ко[англ.]» — «там, где артистизм и терпение слились в новом и занимательном использовании средств кинематографа».
  - Джеймс Баскетт — за добросердечный образ дядюшки Римуса, искусно воссозданный в картине «Песня Юга»;
  - Томас Армат, Уильям Николас Селиг, Альберт Эдвард Смит, Джордж Кёрк Спур — небольшая группа пионеров, чья вера в новую технологию и чей вклад в её развитие проложили путь, по которому кино за время их жизни прошло от безвестности к всемирному признанию.

## Премия за научные и технические достижения
Награда II класса
- К. К. Дэвис и Подразделение электрических исследований Western Electric Company (Electrical Research Products Division of Western Electric Company);
- К. Р. Дэйли и Кинолаборатория Paramount Studio, отделы фото и инженерии (Paramount Studio Film Laboratory, Still and Engineering Departments);

Награда III класса
- Натан Левинсон и Звуковой отдел студии Warner Bros. (Warner Bros. Studio Sound Department);
- Фарцио Эдуар, К. Р. Дэйли, Хэл Корл, Х. Г. Картрайт и отделы студии "Paramount" по прозрачности и инженерным коммуникациям (Paramount Studio Transparency and Engineering Departments);
- Фред Поундел из Warner Bros. Studio;
- Курт Сингер и RCA Victor, подразделение Radio Corporation of America (RCA Victor Division of Radio Corporation of America);
- Джеймс Гиббонс из Warner Bros. Studio.